# میکینن (مینه‌سوتا)
میکینن (به انگلیسی: Makinen) یک منطقهٔ مسکونی در ایالات متحده آمریکا است که در شهرستان سنت لوئیس، مینه‌سوتا واقع شده‌است. میکینن ۴۲۷٫۰۳ متر بالاتر از سطح دریا واقع شده‌است.